# Makatea (isla)
Makatea es una isla de las Tuamotu, en la Polinesia Francesa. Administrativamente es una comuna asociada a la comuna de Rangiroa. Está situada al noroeste del archipiélago, a 230 km al noreste de Tahití y a 82 km de Rangiroa.
Es una de las pocas islas de las Tuamotu que no es un atolón. Es una plataforma elevada de coral a 80 m sobre el nivel del mar, de 7,5 km de largo y 7 km de ancho. La superficie total es de 24 km². El guano de las aves marinas anegó la laguna formando, con el coral calcáreo, una arena fosfatada. El fosfato fue explotado desde el 1917 hasta a acabarse en el 1966.
La villa principal es Moumu, con 84 habitantes en el censo de 1996. La actividad principal es la agricultura, la producción de copra y el comercio de cangrejos de cocotero. Se encuentran los raros restos de la única vía férrea de la Polinesia, hoy abandonada. 
Antiguamente era denominada Papa Tea, que quiere decir «roca blanca». Fue descubierta en 1722, por el neerlandés Jakob Roggeveen que la llamó Recreación. También se ha conocido como la isla de Roggeveen.

## Historia
Makatea es una de las únicas islas de Paumotu que cuenta con agua potable. Su nombre nativo deriva del agua potable que los habitantes locales extraen de sus oscuras cuevas. «Mā», puro, claro; utilizado aquí para referirse al agua, «Atea», luz del día, y «K» por eufonía. El otro nombre de la isla era Mangaia-te-vai-tamāe, que significa «Mangaia del agua purificada (o clara)».
La isla fue llamada «Sagitario» en 1606 por Pedro Fernandes de Queirós, que dirigió una expedición española a Terra Australis desde Perú. Más de un siglo después, en 1722, el marinero holandés Jakob Roggeveen la bautizó como «Aurora». Más tarde, los polinesios la llamaron «Papa Tea» (que significa «roca blanca»).
En la costa noroeste de Makatea hay un pueblo fantasma, Vaitepaua, y un puerto abandonado adyacente, Temao. Ambos datan de la época de la extracción de fosfato (1917 a 1964). Makatea es una de las tres importantes islas coralinas elevadas del Pacífico que tenían grandes depósitos de fosfato, siendo las otras dos Nauru y Banaba. La Pacific Phosphate Company Ltd (PPC), fundada por John T. Arundel y dedicada a la minería en Nauru y Banaba, formó la Compagnie des Phosphates de l'Océanie con un sindicato tahitiano para extraer fosfato en Makatea.  En septiembre de 1909, el Ocean Queen, un barco propiedad de la PPC, naufragó en el arrecife de Makatea; una biela doblada provocó la parada de los motores y la corriente arrastró el barco hacia el arrecife.
La extracción de fosfato atrajo a cientos de personas a Makatea en los años previos al inicio de los experimentos nucleares del Centre d'Experimentation du Pacifique (CEP) francés. Durante más de dos décadas, o incluso más, Makatea fue una pequeña isla muy activa debido a los barcos que llegaban para cargar fosfato y llevar suministros y alimentos a los numerosos trabajadores y sus familias que vivían allí. Tras el fin de la explotación del fosfato, Makatea quedó casi totalmente abandonada, con solo unas pocas familias que se quedaron para vigilar la isla.
La minería produjo miles de agujeros excavados a mano en la meseta superior de Makatea. Cada agujero cilíndrico tiene unos 2,4 metros (7 pies y 10 pulgadas) de diámetro y entre 15 metros (49 pies) y 23 metros (75 pies) de profundidad. Uno de los más profundos, llamado «el bache», situado bajo el molino de viento, tiene 80 metros (260 pies) de profundidad y llega hasta el nivel freático. Un visitante desprevenido podría caer fácilmente en un agujero y morir mientras camina por la espesa maleza que los oculta. El pueblo, antaño muy activo, donde vivían los mineros, contaba con una escuela, una panadería, un centro médico de primeros auxilios y todo lo necesario para hacer la vida más cómoda. Todo lo que queda hoy en día ha sido destruido por el tiempo y la naturaleza. La escuela y otros lugares han sido arrasados y cubiertos por enredaderas y selva.
A principios de 2022, se informó de que el Gobierno de la Polinesia Francesa había aceptado realizar un nuevo estudio del atolón de Makatea en respuesta a una solicitud de una empresa neozelandesa que pretendía reanudar la extracción de fosfato.
En febrero de 1956, el submarino estadounidense Caiman, que se dirigía de Tahití a Nuka Hiva, en las Marquesas, se encontró con el MV Nasarada, capitaneado por Oto Orbeck, en peligro a varias millas de Makatea, alrededor de las 05:00 horas. El buque llevaba a bordo nueve personas y seis cerdos. Al no poder reparar el motor, el USS Caiman remolcó al Nasarada hasta Pearl Harbor y, posteriormente, solicitó permiso para entrar en el puerto de Makatea. Los franceses denegaron el permiso. El submarino remolcó al Nasarada hasta la entrada del puerto y prosiguió hacia las Marquesas.

## Galería

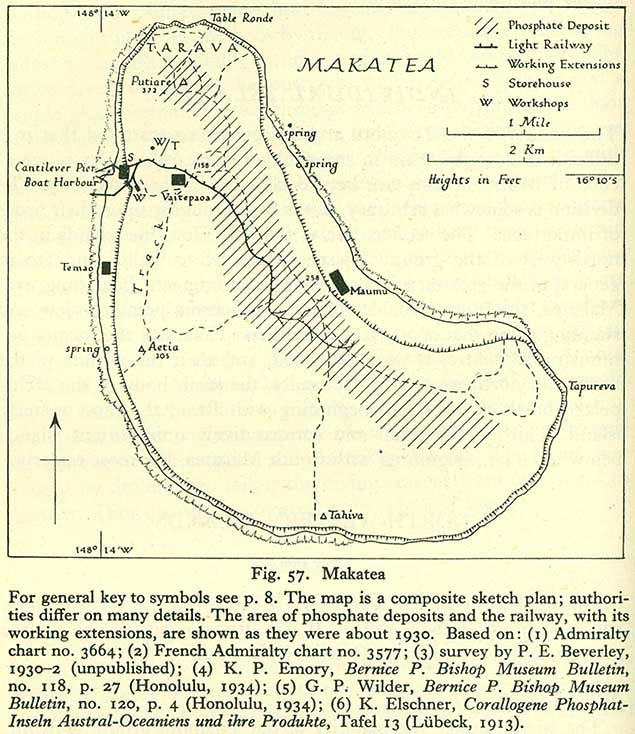
mapa de Makatea.
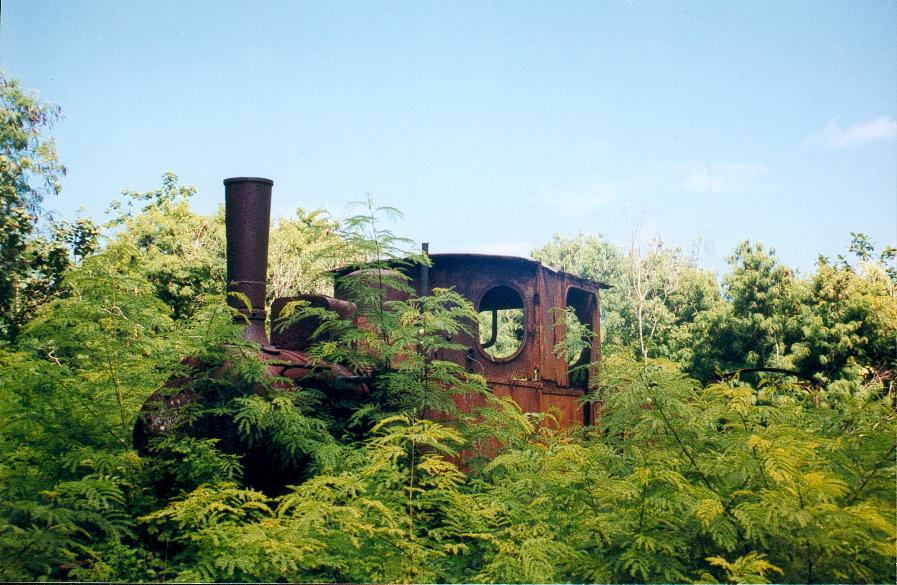
Maquinaria usada en la extracción de guano.
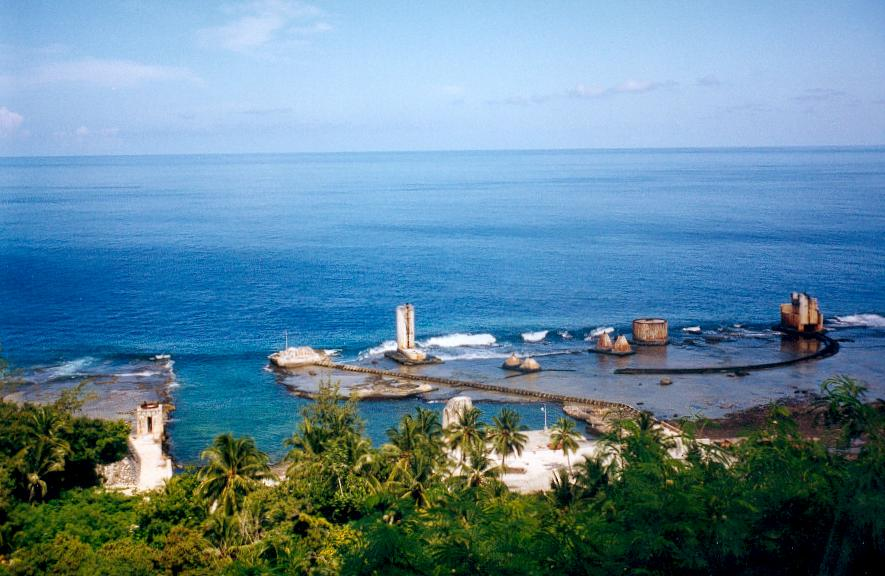
Puerto abandonado de Temao.